# Gusii (langue)
Pour les articles homonymes, voir Gusii et guz.
Le gusii (ou ekegusii) est une langue bantoue parlée par les Gusii au Kenya.